# Université Marien Ngouabi
Uniwersytet im. Marien Ngouabi, UMNG (fr. Université Marien Ngouabi) – utworzony w 1971 roku jedyny państwowy uniwersytet w Republice Konga z siedzibą w Brazzaville. Według szacunków szkoły na uniwersytecie studiuje 33 000 osób. Kadrę nauczycielską uniwersytetu stanowi 889 osób. Rektorem uniwersytetu jest prof. Jean-Rosaire Ibara. Motto szkoły to: Praca, Postęp, Ludzkość (fr. Travail, Progrès, Humanité).

## Historia
Uniwersytet został utworzony 4 grudnia 1971 roku. 28 lipca 1977 roku uniwersytet otrzymał swojego patrona, zamordowanego 18 marca 1977 roku prezydenta, Mariena Ngouabiego.

## Wydziały i instytuty
W 2005 roku uniwersytet przyjął system LMD, który obejmuje kształcenie w trzech stopniach: licencjat, magister i doktorat. UMNG obejmuje jedenaście obszarów szkolnictwa wyższego:
- Krajowa Szkoła Administracji i Sądownictwa (fr. Ecole Nationale d’Administration et de Magistrature, ENAM)
- Szkoła Nauczycielska (fr. Ecole Normale Supérieure, ENS)
- Krajowa Szkoła Agronomii i Leśnictwa (fr. Ecole Nationale Supérieure d’Agronomie et de Foresterie, ENSAF)
- National School of Engineering (fr. Ecole Nationale Supérieure Polytechnique, ENSP)
- Wydział Prawa (fr. Faculté de Droit, FD)
- Wydział Nauk Społecznych i Artystycznych (fr. Faculté des Lettres, Arts et Sciences Humaines, FLASH)
- Wydział Ekonomiczny (fr. Faculté des Sciences Economiques, FSE)
- Wydział Nauk o Zdrowiu (fr. Faculté des Sciences de la Santé, FSSA)
- Wydział Nauki i Technologii (fr. Faculté des Sciences et Techniques, FST)
- Wyższy Instytut Zarządzania (fr. Institut Supérieur de Gestion, ISG)
- Wyższy Instytut Sportu i Wychowania Fizycznego (fr. Institut Supérieur d'Education Physique et Sportive, ISEPS)

## Organizacja uczelni
Organizację Université Marien Ngouabi reguluje statut z 2012 roku oraz dekret o reorganizacji UMNG z 2013 roku. Na czele UMNG stoi rektor wybierany spośród stałych nauczycieli w randze profesora. Rektorowi pomagają dwaj prorektorzy i sekretarz generalny. Pierwszy prorektor odpowiada za sprawy naukowe, drugi za badania naukowe i stosunki międzynarodowe. Sekretarz generalny jest odpowiedzialny za pomoc rektorowi w zarządzaniu administracyjnym i finansowym uczelni.

### Rektorat
Rektorat jest organem administracyjnym i wykonawczym uniwersytetu. W jej skład wchodzi rektor, dwóch prorektorów i sekretarz generalny, wszyscy mianowani są dekretem prezydenta, na wniosek ministra właściwego do spraw szkolnictwa wyższego.

#### Rektor
Wybrany spośród stałych nauczycieli w randze profesora, rektor kieruje administracją. Odpowiada za realizację polityki szkoleniowo-badawczej Uniwersytetu, prowadzenie obrad Komitetu Zarządzającego (fr. Comité de Direction) oraz sprawowanie uprawnień hierarchicznych i dyscyplinarnych w stosunku do wszystkich pracowników uczelni.
| Imię i nazwisko               | Lata pracy            |
| ----------------------------- | --------------------- |
| prof. Levy Makany             | 1973–1976             |
| prof. Antoine Ndinga Oba      | 1976–1977             |
| prof. Anaclet Tsomambet       | 1977–1979             |
| prof. Daniel Abibi            | 1979–1983             |
| prof. Sylvain Makosso Makosso | 1983–1986             |
| prof. Hilaire Bouhoyi         | 1986–1991             |
| prof. François Loumouamou     | 1991–1992             |
| prof. Christophe Bouramoue    | 1992–1995             |
| prof. Hubert Matondo          | 1995–1997             |
| prof. Charles Gombe Mbalawa   | 1997–2003             |
| prof. Georges Moyen           | 2003–2009             |
| prof. Amand Moyikoua          | 2009–2015             |
| prof. Jean-Rosaire Ibara      | od sierpnia 2016 roku |

### Rada Naukowa
Rada Naukowa (fr. Le Conseil scientifique) jest organem doradczym instytucji. Opiniuje w szczególności: politykę badawczą; tworzenie lub likwidację zespołów lub innych jednostek badawczych; oraz plan działań badawczych instytucji.

### Rada Edukacyjna
Rada Edukacyjna (fr. Le Conseil pédagogique) jest organem doradczym instytucji w sprawach kształcenia i pedagogiki. Wydaje opinie, w szczególności na temat tworzenia lub modyfikacji standardowych programów szkoleniowych.

## Partnerstwo i członkostwo
Uniwersytet jest członkiem i partnerem m.in.: Stowarzyszenia Uniwersytetów Frankofońskich, Funduszu Ludnościowego Narodów Zjednoczonych, UNESCO, FAO.